# اريك فولكنير
اريك فولكنير (بالإنجليزية: Eric Faulkner)‏ هو كاتب أغاني بريطاني، ولد في 21 أكتوبر 1953.

## وصلات خارجية
- الموقع الرسمي
- اريك فولكنير على موقع ميوزك برينز (الإنجليزية)
- اريك فولكنير على موقع ديسكوغز (الإنجليزية)